# 喬皮漢卡山 (安卡什-瓦努科)
10°07′09″S 76°54′58″W / 10.11917°S 76.91611°W
喬皮漢卡山（Chawpi Hanka），是秘魯的山峰，位於安卡什大區和瓦努科大區，由博洛涅西省和勞里科查省負責管轄，屬於安地斯山脈的一部分，海拔高度4,800米。